# 久国寺
久国寺（きゅうこくじ）は、愛知県名古屋市北区大杉三丁目にある曹洞宗の寺院。山号は天長山。岡本太郎作の梵鐘「歓喜の鐘」があることで知られる。

## 概要
慶長年間（1596年 - 1615年）に、松平家の菩提寺である法蔵寺から徳川家康の守護仏を貰い受けた長国守養が楠山久国寺を創建。1662年（寛文3年）には安祥長盛和尚が現在地に移設し、これをもって名古屋城の鬼門除けとした。山号の天長山とはこの時、本丸の天長峰の名を借り改めたものである。
境内には「歓喜の鐘」のほか、太平洋戦争の戦没者を慰霊するために建立された浅野祥雲作の護国観音像がある。
霊場としては昭和30年頃には名古屋市観光協会の後援を受け、大名古屋十二支の恵当寺として子年の護り本尊である観世音菩薩の霊場になった。

## 歓喜の鐘
境内の一角には、芸術家の岡本太郎が1965年（昭和40年）に製作した梵鐘「歓喜の鐘」が設置されている。これは当時、住職が知人から岡本太郎を紹介してもらい製作を依頼したものである。なお、この梵鐘には小型の試作品が5体製作されており、うち1体は岡本太郎記念館に設置されている。また、親交のあった石原慎太郎にも1体贈られている。

## 交通アクセス
- 名鉄瀬戸線「清水駅」より徒歩約6分。